# نیکاسیوس برنارتس
نیکاسیوس برنارتس (انگلیسی: Nicasius Bernaerts; ۱۵ مارس ۱۶۲۰ – ۱۶ سپتامبر ۱۶۷۸) نقاش اهل فلاندری بود. وی بیشتر برای نقاشی حیوانات شناخته میشود.

## نگارخانه

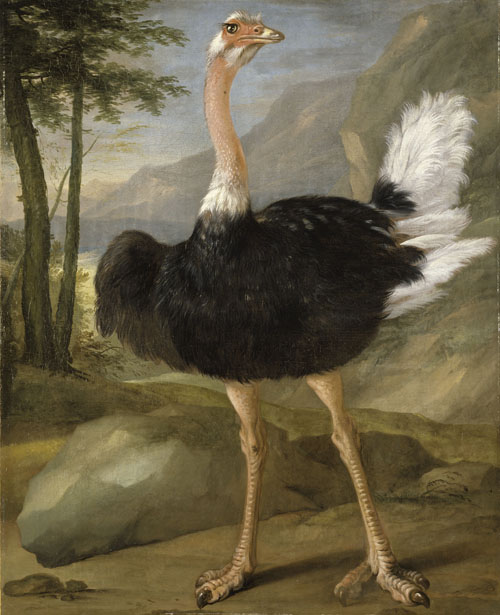
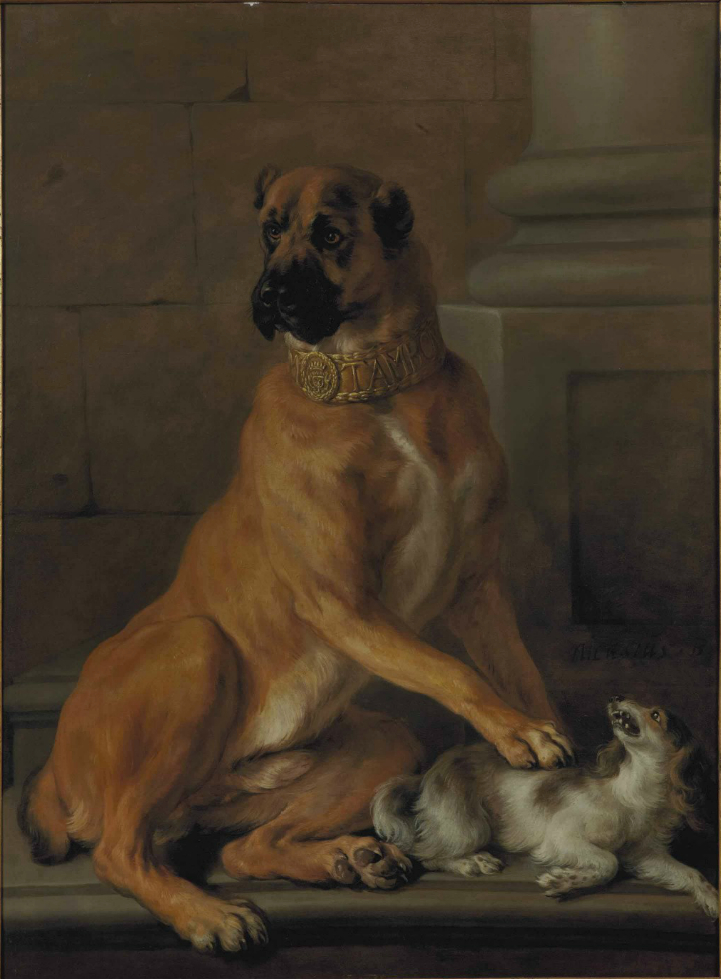
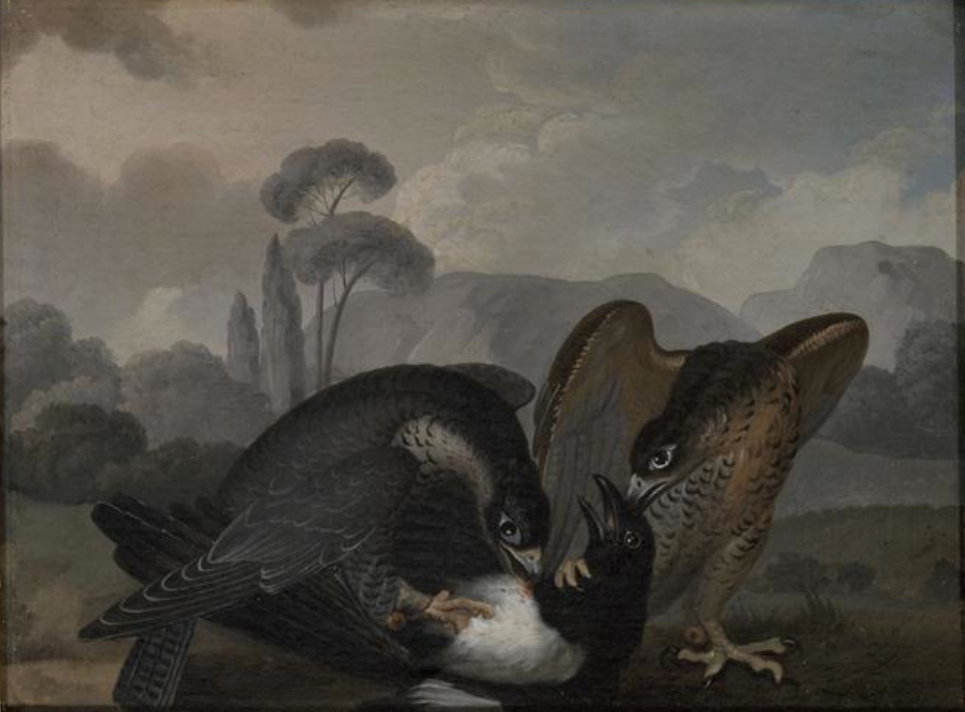
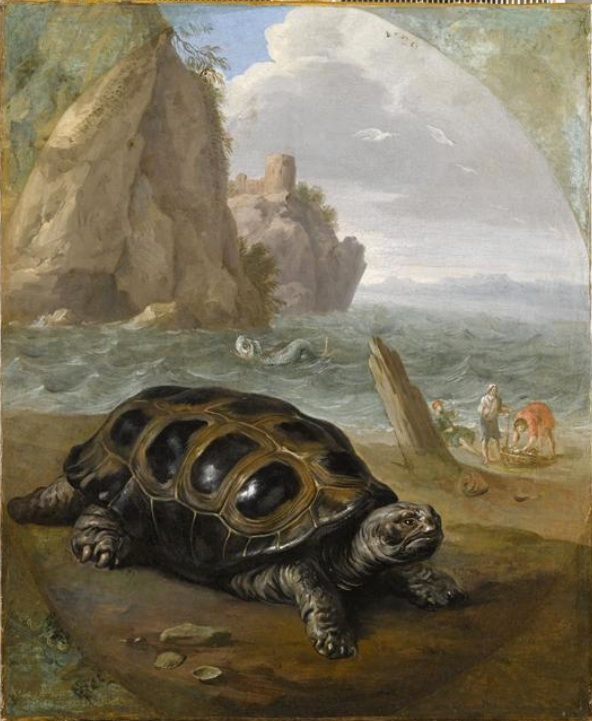